# Liste des conseillers à l'assemblée de Corse
Cet article concerne les conseillers à l’assemblée de Corse, dits « conseillers territoriaux de Corse ». Pour les autres significations, voir Conseiller territorial.
Cet article dresse la liste les conseillers à l’assemblée de Corse selon leurs soutiens partisans au moment de leur élection et selon leur affiliation politique au sein de la chambre depuis 1982.

## Partis politiques soutenant des listes aux élections à l’assemblée de Corse
| Parti politique soutenant une liste à une élection à l’assemblée de Corse                        | Parti politique soutenant une liste à une élection à l’assemblée de Corse                        | Parti politique soutenant une liste à une élection à l’assemblée de Corse                        | Typologie                                                                                        | Typologie                                                                                        | Typologie                                                                                        | Typologie                                                                                        | Élection à l’assemblée de Corse | Élection à l’assemblée de Corse | Élection à l’assemblée de Corse | Élection à l’assemblée de Corse | Élection à l’assemblée de Corse | Élection à l’assemblée de Corse | Élection à l’assemblée de Corse | Élection à l’assemblée de Corse | Élection à l’assemblée de Corse | Élection à l’assemblée de Corse | Élection à l’assemblée de Corse | Élection à l’assemblée de Corse |
| Parti politique soutenant une liste à une élection à l’assemblée de Corse                        | Parti politique soutenant une liste à une élection à l’assemblée de Corse                        | Parti politique soutenant une liste à une élection à l’assemblée de Corse                        | Typologie                                                                                        | Typologie                                                                                        | Typologie                                                                                        | Typologie                                                                                        | Région | Région | Région | Région | Collectivité territoriale | Collectivité territoriale | Collectivité territoriale | Collectivité territoriale | Collectivité territoriale | Collectivité territoriale | Collectivité | Collectivité |
| Nom                                                                                              | Nom                                                                                              | Sigle                                                                                            | Attachement identitaire                                                                          | Idéologie sur la Corse                                                                           | Positionnement sur l’échiquier                                                                   | Portée                                                                                           | 1982 | 1984 | 1986 | 1987 | 1992 | 1998 | 1999 | 2004 | 2010 | 2015 | 2018 | 2021 |
| ------------------------------------------------------------------------------------------------ | ------------------------------------------------------------------------------------------------ | ------------------------------------------------------------------------------------------------ | ------------------------------------------------------------------------------------------------ | ------------------------------------------------------------------------------------------------ | ------------------------------------------------------------------------------------------------ | ------------------------------------------------------------------------------------------------ | --- | --- | --- | --- | --- | --- | --- | --- | --- | --- | --- | --- |
|                                                                                                  | Front national                                                                                   | FN                                                                                               | Nation française                                                                                 | Régionalisme                                                                                     | Extrême droite                                                                                   | Nationale                                                                                        | ⚟ | ⛰ | ⛰ | ⛰ | ⚟ | ⚟ | ⚟ | ⚟ | ⚟ | ⚫ | ⚟ | |
| Rassemblement national                                                                           | RN                                                                                               |                                                                                                  |                                                                                                  |                                                                                                  |                                                                                                  |                                                                                                  | | | | | | | ⚟ | | | | | |
|                                                                                                  | Rassemblement pour la République                                                                 | RPR                                                                                              | Nation française                                                                                 | Régionalisme                                                                                     | Droite                                                                                           | Nationale                                                                                        | ⚫ | ⛰ | ⛰ | ⛰ | ⛰ | ⛰ | ⛰ | | | | | |
| Union pour un mouvement populaire                                                                | UMP                                                                                              |                                                                                                  |                                                                                                  |                                                                                                  |                                                                                                  |                                                                                                  | | | ⛰ | ⚫ | ⚫ | | | | | | | |
| Les Républicains                                                                                 | LR                                                                                               |                                                                                                  |                                                                                                  |                                                                                                  |                                                                                                  |                                                                                                  | | | | | | ⚫ | ⚫ | | | | | |
|                                                                                                  | Centre national des indépendants et paysans                                                      | CNIP                                                                                             | Nation française                                                                                 | Régionalisme                                                                                     | Droite                                                                                           | Nationale                                                                                        | | ⛰ | ⛰ | ⛰ | ⚟ | ⚟ | ⚟ | ⚟ | ⚟ | ⚟ | ⚟ | ⚟ |
|                                                                                                  | Comité central bonapartiste                                                                      | CCB                                                                                              | Nation française                                                                                 | Régionalisme                                                                                     | Centre-droit                                                                                     | Locale                                                                                           | ⚫ | ⛰ | ⛰ | ⛰ | ⛰ | ⛰ | ⛰ | ⛰ | ⚫ | ⚫ | ⚫ | ⚫ |
|                                                                                                  | Union pour la démocratie française                                                               | UDF                                                                                              | Nation française                                                                                 | Régionalisme                                                                                     | Centre-droit                                                                                     | Nationale                                                                                        | ⚫ | ⛰ | ⛰ | ⛰ | ⚫ | ⛰ | ⚟ | ⚟ | | | | |
|                                                                                                  | Union des démocrates et indépendants                                                             | UDI                                                                                              | Nation française                                                                                 | Régionalisme                                                                                     | Centre-droit                                                                                     | Nationale                                                                                        | | | | | | | | | | ⚫ | ⚟ | ⚫ |
|                                                                                                  | Parti radical                                                                                    | PR                                                                                               | Nation française                                                                                 | Régionalisme                                                                                     | Centre-droit                                                                                     | Nationale                                                                                        | ⚫ | ⚟ | ⚟ | ⚟ | ⚟ | ⚟ | ⚟ | ⚟ | ⚟ | ⚟ | ⚟ | ⚟ |
|                                                                                                  | Démocratie libérale                                                                              | DL                                                                                               | Nation française                                                                                 | Régionalisme                                                                                     | Centre-droit                                                                                     | Nationale                                                                                        | | | | | | | ⛰ | | | | | |
|                                                                                                  | La République en marche                                                                          | LREM                                                                                             | Nation française                                                                                 | Régionalisme                                                                                     | Centre                                                                                           | Nationale                                                                                        | | | | | | | | | | | ⚫ | ⚟ |
|                                                                                                  | Mouvement des radicaux de gauche                                                                 | MRG                                                                                              | Nation française                                                                                 | Régionalisme                                                                                     | Centre-gauche                                                                                    | Nationale                                                                                        | ⛰ | ⚫ | ⚫ | ⚫ | ⛰ | | | | | | | |
| Parti radical de gauche                                                                          | PRG                                                                                              |                                                                                                  |                                                                                                  |                                                                                                  |                                                                                                  |                                                                                                  | ⚫ | ⚫ | ⚫ | ⛰ | ⚫ | ⚟ | ⚟ | | | | | |
|                                                                                                  | Parti socialiste                                                                                 | PS                                                                                               | Nation française                                                                                 | Régionalisme                                                                                     | Gauche                                                                                           | Nationale                                                                                        | ⛰ | ⚫ | ⚫ | ⚫ | ⚫ | ⚫ | ⚫ | ⚫ | ⛰ | ⚟ | ⚟ | ⚟ |
|                                                                                                  | Corse social-démocrate                                                                           | CSD                                                                                              | Nation française                                                                                 | Régionalisme                                                                                     | Gauche                                                                                           | Locale                                                                                           | | | | | | | ⚫ | ⚫ | ⛰ | ⚟ | ⚟ | ⚟ |
|                                                                                                  | Parti communiste français                                                                        | PCF                                                                                              | Nation française                                                                                 | Régionalisme                                                                                     | Gauche radicale                                                                                  | Nationale                                                                                        | ⛰ | ⚫ | ⚫ | ⚫ | ⚫ | ⚫ | ⚫ | ⚫ | ⛰ | ⚫ | ⚟ | ⚟ |
|                                                                                                  | Parti de gauche                                                                                  | PG                                                                                               | Nation française                                                                                 | Régionalisme                                                                                     | Gauche radicale                                                                                  | Nationale                                                                                        | | | | | | | | | | ⚫ | | |
|                                                                                                  | Unione di u Populu Corsu                                                                         | UPC                                                                                              | Nation corse                                                                                     | Autonomisme                                                                                      | Sans                                                                                             | Locale                                                                                           | ⚫ | ⚫ | ⚫ | ⚫ | ⚫ | ⚫ | ⚫ | | | | | |
|                                                                                                  | A Chjama Naziunale                                                                               | CN                                                                                               | Nation corse                                                                                     | Autonomisme                                                                                      | Sans                                                                                             | Locale                                                                                           | | | | | | | | ⚫ | ⚫ | | | |
|                                                                                                  | Partitu di a Nazione Corsa,                                                                      | PNC                                                                                              | Nation corse                                                                                     | Autonomisme                                                                                      | Gauche                                                                                           | Locale                                                                                           | | | | | | | | ⚫ | ⚫ | ⚟ | ⚟ | ⚫ |
|                                                                                                  | Partitu Populare Corsu                                                                           | PPC                                                                                              | Nation corse                                                                                     | Autonomisme                                                                                      | Gauche                                                                                           | Locale                                                                                           | ⚫ | | | | | | | | | | | |
|                                                                                                  | Per u Paese                                                                                      | PUP                                                                                              | Nation corse                                                                                     | Autonomisme                                                                                      | Gauche                                                                                           | Locale                                                                                           | | | | | ⚫ | | | | | | | |
|                                                                                                  | I Verdi Corsi                                                                                    | VERDI                                                                                            | Nation corse                                                                                     | Autonomisme                                                                                      | Gauche                                                                                           | Locale                                                                                           | | | | | ⚫ | ⚫ | ⚫ | ⚟ | ⚟ | | | |
| Europe Écologie I Verdi                                                                          | EEIV                                                                                             |                                                                                                  |                                                                                                  |                                                                                                  |                                                                                                  |                                                                                                  | | | | | ⚟ | ⚟ | ⚟ | | | | | |
|                                                                                                  | Muvimentu per l’Autodeterminazione                                                               | MPA                                                                                              | Nation corse                                                                                     | Autonomisme                                                                                      | Gauche                                                                                           | Locale                                                                                           | | | | | ⚫ | | | | | | | |
|                                                                                                  | Inseme per a Corsica                                                                             | IPC                                                                                              | Nation corse                                                                                     | Autonomisme                                                                                      | Centre                                                                                           | Locale                                                                                           | | | | | | | | | ⚫ | | | |
|                                                                                                  | Femu a Corsica                                                                                   | FAC                                                                                              | Nation corse                                                                                     | Autonomisme                                                                                      | Centre                                                                                           | Locale                                                                                           | | | | | | | | | | ⛰ | ⛰ | ⛰ |
|                                                                                                  | A Manca Naziunale                                                                                | MN                                                                                               | Nation corse                                                                                     | Indépendantisme                                                                                  | Gauche                                                                                           | Locale                                                                                           | | | | | | | | ⚫ | | | | |
|                                                                                                  | Muvimentu Corsu per l’Autodeterminazione                                                         | MCA                                                                                              | Nation corse                                                                                     | Indépendantisme                                                                                  | Extrême gauche                                                                                   | Locale                                                                                           | | ⚫ | ⚫ | ⚫ | | | | | | | | |
|                                                                                                  | A Cuncolta Naziunalista                                                                          | CN                                                                                               | Nation corse                                                                                     | Indépendantisme                                                                                  | Extrême gauche                                                                                   | Locale                                                                                           | | | | ⚫ | ⚫ | ⚫ | | | | | | |
|                                                                                                  | Accolta Naziunale Corsa                                                                          | ANC                                                                                              | Nation corse                                                                                     | Indépendantisme                                                                                  | Extrême gauche                                                                                   | Locale                                                                                           | | | | | ⚫ | ⚫ | ⚫ | | | | | |
|                                                                                                  | Corsica Nazione                                                                                  | CN                                                                                               | Nation corse                                                                                     | Indépendantisme                                                                                  | Extrême gauche                                                                                   | Locale                                                                                           | | | | | | | | ⚫ | | | | |
|                                                                                                  | U Rinnovu Naziunale                                                                              | URN                                                                                              | Nation corse                                                                                     | Indépendantisme                                                                                  | Extrême gauche                                                                                   | Locale                                                                                           | | | | | | | | ⚫ | | | | |
|                                                                                                  | Corsica Libera                                                                                   | CL                                                                                               | Nation corse                                                                                     | Indépendantisme                                                                                  | Extrême gauche                                                                                   | Locale                                                                                           | | | | | | | | | ⚫ | ⛰ | ⛰ | ⚫ |
|                                                                                                  | Core in Fronte                                                                                   | CIF                                                                                              | Nation corse                                                                                     | Indépendantisme                                                                                  | Extrême gauche                                                                                   | Locale                                                                                           | | | | | | | | | | | | ⚫ |
| Notes sur les appellations corses 1. 2. 3. 4. 5. 6. 7. 8. 9. 10. 11. 12. 13. 14. 15. 16. 17. 18. | Notes sur les appellations corses 1. 2. 3. 4. 5. 6. 7. 8. 9. 10. 11. 12. 13. 14. 15. 16. 17. 18. | Notes sur les appellations corses 1. 2. 3. 4. 5. 6. 7. 8. 9. 10. 11. 12. 13. 14. 15. 16. 17. 18. | Notes sur les appellations corses 1. 2. 3. 4. 5. 6. 7. 8. 9. 10. 11. 12. 13. 14. 15. 16. 17. 18. | Notes sur les appellations corses 1. 2. 3. 4. 5. 6. 7. 8. 9. 10. 11. 12. 13. 14. 15. 16. 17. 18. | Notes sur les appellations corses 1. 2. 3. 4. 5. 6. 7. 8. 9. 10. 11. 12. 13. 14. 15. 16. 17. 18. | Notes sur les appellations corses 1. 2. 3. 4. 5. 6. 7. 8. 9. 10. 11. 12. 13. 14. 15. 16. 17. 18. | Légende ⛰ : parti politique soutenant une liste qui obtient des conseillers formant une majorité à l’assemblée de Corse ⚫ : parti politique soutenant une liste qui obtient des conseillers ne formant pas une majorité à l’assemblée de Corse ⚟ : parti politique soutenant une liste qui n’obtient pas de conseillers | Légende ⛰ : parti politique soutenant une liste qui obtient des conseillers formant une majorité à l’assemblée de Corse ⚫ : parti politique soutenant une liste qui obtient des conseillers ne formant pas une majorité à l’assemblée de Corse ⚟ : parti politique soutenant une liste qui n’obtient pas de conseillers | Légende ⛰ : parti politique soutenant une liste qui obtient des conseillers formant une majorité à l’assemblée de Corse ⚫ : parti politique soutenant une liste qui obtient des conseillers ne formant pas une majorité à l’assemblée de Corse ⚟ : parti politique soutenant une liste qui n’obtient pas de conseillers | Légende ⛰ : parti politique soutenant une liste qui obtient des conseillers formant une majorité à l’assemblée de Corse ⚫ : parti politique soutenant une liste qui obtient des conseillers ne formant pas une majorité à l’assemblée de Corse ⚟ : parti politique soutenant une liste qui n’obtient pas de conseillers | Légende ⛰ : parti politique soutenant une liste qui obtient des conseillers formant une majorité à l’assemblée de Corse ⚫ : parti politique soutenant une liste qui obtient des conseillers ne formant pas une majorité à l’assemblée de Corse ⚟ : parti politique soutenant une liste qui n’obtient pas de conseillers | Légende ⛰ : parti politique soutenant une liste qui obtient des conseillers formant une majorité à l’assemblée de Corse ⚫ : parti politique soutenant une liste qui obtient des conseillers ne formant pas une majorité à l’assemblée de Corse ⚟ : parti politique soutenant une liste qui n’obtient pas de conseillers | Légende ⛰ : parti politique soutenant une liste qui obtient des conseillers formant une majorité à l’assemblée de Corse ⚫ : parti politique soutenant une liste qui obtient des conseillers ne formant pas une majorité à l’assemblée de Corse ⚟ : parti politique soutenant une liste qui n’obtient pas de conseillers | Légende ⛰ : parti politique soutenant une liste qui obtient des conseillers formant une majorité à l’assemblée de Corse ⚫ : parti politique soutenant une liste qui obtient des conseillers ne formant pas une majorité à l’assemblée de Corse ⚟ : parti politique soutenant une liste qui n’obtient pas de conseillers | Légende ⛰ : parti politique soutenant une liste qui obtient des conseillers formant une majorité à l’assemblée de Corse ⚫ : parti politique soutenant une liste qui obtient des conseillers ne formant pas une majorité à l’assemblée de Corse ⚟ : parti politique soutenant une liste qui n’obtient pas de conseillers | Légende ⛰ : parti politique soutenant une liste qui obtient des conseillers formant une majorité à l’assemblée de Corse ⚫ : parti politique soutenant une liste qui obtient des conseillers ne formant pas une majorité à l’assemblée de Corse ⚟ : parti politique soutenant une liste qui n’obtient pas de conseillers | Légende ⛰ : parti politique soutenant une liste qui obtient des conseillers formant une majorité à l’assemblée de Corse ⚫ : parti politique soutenant une liste qui obtient des conseillers ne formant pas une majorité à l’assemblée de Corse ⚟ : parti politique soutenant une liste qui n’obtient pas de conseillers | Légende ⛰ : parti politique soutenant une liste qui obtient des conseillers formant une majorité à l’assemblée de Corse ⚫ : parti politique soutenant une liste qui obtient des conseillers ne formant pas une majorité à l’assemblée de Corse ⚟ : parti politique soutenant une liste qui n’obtient pas de conseillers |

## Majorités et oppositions à l’assemblée de Corse
| Entité                             | Assemblée de Corse | Assemblée de Corse | Attachement à la nation française | Attachement à la nation française | Attachement à la nation française | Attachement à la nation française | Attachement à la nation française | Attachement à la nation française | Attachement à la nation française | Attachement à la nation corse | Attachement à la nation corse | Attachement à la nation corse |
| Entité                             | Cycle              | Années             | Régionalistes                     | Régionalistes                     | Régionalistes                     | Régionalistes                     | Régionalistes                     | Régionalistes                     | Régionalistes                     | Autonomistes                  | Autonomistes                  | Indépendantistes              |
| Entité                             | Cycle              | Années             | Extrême droite                    | Droite                            | Centre droit                      | Centre                            | Centre gauche                     | Gauche                            | Gauche radicale à extrême gauche  | Modérés                       | Avancés                       | Indépendantistes              |
| ---------------------------------- | ------------------ | ------------------ | --------------------------------- | --------------------------------- | --------------------------------- | --------------------------------- | --------------------------------- | --------------------------------- | --------------------------------- | ----------------------------- | ----------------------------- | ----------------------------- |
| Région de Corse                    | Ire                | 1982-1984          | Aucune représentation             | Opposition                        | Opposition                        | Aucune représentation             | Majorité (MRG)                    | Majorité (PS)                     | Majorité (PCF)                    | Opposition                    | Opposition                    | Opposition                    |
| Région de Corse                    | IIe                | 1984-1986          | Majorité (FN)                     | Majorité (CNIP-RPR)               | Majorité (CCB-UDF)                | Aucune représentation             | Opposition                        | Opposition                        | Opposition                        | Opposition                    | Opposition                    | Opposition                    |
| Région de Corse                    | IIIe               | 1986-1987          | Majorité (FN)                     | Majorité (CNIP-RPR)               | Majorité (CCB-UDF)                | Aucune représentation             | Opposition                        | Opposition                        | Opposition                        | Opposition                    | Opposition                    | Opposition                    |
| Région de Corse                    | IIIe               | 1987-1992          | Majorité (FN)                     | Majorité (CNIP-RPR)               | Majorité (CCB-UDF)                | Aucune représentation             | Opposition                        | Opposition                        | Opposition                        | Opposition                    | Opposition                    | Opposition                    |
| Collectivité territoriale de Corse | IVe                | 1992-1998          | Aucune représentation             | Majorité (RPR)                    | Majorité (CCB-UDF)                | Aucune représentation             | Majorité (MRG)                    | Opposition                        | Opposition                        | Opposition                    | Opposition                    | Opposition                    |
| Collectivité territoriale de Corse | Ve                 | 1998-1999          | Aucune représentation             | Majorité (RPR)                    | Majorité (CCB-UDF)                | Aucune représentation             | Opposition                        | Opposition                        | Opposition                        | Opposition                    | Opposition                    | Opposition                    |
| Collectivité territoriale de Corse | VIe                | 1999-2004          | Aucune représentation             | Majorité (RPR)                    | Majorité (CCB-DL)                 | Aucune représentation             | Opposition                        | Opposition                        | Opposition                        | Opposition                    | Opposition                    | Opposition                    |
| Collectivité territoriale de Corse | VIIe               | 2004-2010          | Aucune représentation             | Majorité (CCB-UMP)                | Majorité (CCB-UMP)                | Aucune représentation             | Opposition                        | Opposition                        | Opposition                        | Opposition                    | Opposition                    | Opposition                    |
| Collectivité territoriale de Corse | VIIIe              | 2010-2015          | Aucune représentation             | Opposition                        | Opposition                        | Aucune représentation             | Majorité (PRG)                    | Majorité (CSD-PS)                 | Majorité (PCF-PG)                 | Opposition                    | Opposition                    | Opposition                    |
| Collectivité territoriale de Corse | IXe                | 2015-2017          | Aucune représentation             | Opposition                        | Opposition                        | Aucune représentation             | Opposition                        | Opposition                        | Opposition                        | Majorité (FAC)                | Majorité (FAC)                | Majorité (CL)                 |
| Collectivité de Corse              | Xe                 | 2018-2021          | Opposition                        | Opposition                        | Opposition                        | Opposition                        | Aucune représentation             | Aucune représentation             | Aucune représentation             | Majorité (FAC)                | Majorité (FAC)                | Majorité (CL)                 |
| Collectivité de Corse              | XIe                | Depuis 2021        | Aucune représentation             | Opposition                        | Opposition                        | Aucune représentation             | Aucune représentation             | Aucune représentation             | Aucune représentation             | Majorité (FAC)                | Opposition                    | Opposition                    |

## Liste des conseillers à l’assemblée de Corse par mandature

### Première (1982-1984)

#### Groupes de la première assemblée de Corse
| Groupe politique | Groupe politique     | Conseillers du groupe | Conseillers du groupe                                  | Conseillers du groupe    | Conseillers du groupe                                                                           | Direction du groupe | Direction du groupe | Direction du groupe | Direction du groupe | Statut vis-à-vis du bureau de l’assemblée | Statut vis-à-vis du bureau de l’assemblée |
| Intitulé         | Date de constitution | Nombre                | Élection de 1982                                       | Élection de 1982         | Élection de 1982                                                                                | Président           | Parti               | Parti               | Mandat              | Positionnement                            | Période                                   |
| Intitulé         | Date de constitution | Nombre                | Liste                                                  | Tête de liste            | Soutien partisan                                                                                | Président           | Parti               | Parti               | Mandat              | Positionnement                            | Période                                   |
| ---------------- | -------------------- | --------------------- | ------------------------------------------------------ | ------------------------ | ----------------------------------------------------------------------------------------------- | ------------------- | ------------------- | ------------------- | ------------------- | ----------------------------------------- | ----------------------------------------- |
| Inconnu          | Inconnu              | 19                    | Rassemblement de la Corse dans l’unité nationale       | Jean-Paul de Rocca Serra | Comité central bonapartiste Rassemblement pour la République Union pour la démocratie française | Inconnu             |                     | Inconnu             | Inconnu             | Opposition                                | 1982-1984                                 |
| Inconnu          | Inconnu              | 1                     | Renouveau de la région corse                           | Jean-Louis Albertini     | Aucun (droite)                                                                                  | Inconnu             |                     | Inconnu             | Inconnu             | Opposition                                | 1982-1984                                 |
| Inconnu          | Inconnu              | 7                     | Action pour une Corse nouvelle                         | Dominique Bucchini       | Parti communiste français                                                                       | Inconnu             |                     | Inconnu             | Inconnu             | Soutien et participation                  | 1982-1984                                 |
| Inconnu          | Inconnu              | 7                     | Mouvement des radicaux de gauche                       | Prosper Alfonsi          | Mouvement des radicaux de gauche                                                                | Inconnu             |                     | Inconnu             | Inconnu             | Soutien et participation                  | 1982-1984                                 |
| Inconnu          | Inconnu              | 1                     | Union républicaine de défense et promotion de la Corse | Philippe Semidei         | Aucun (gauche)                                                                                  | Inconnu             |                     | Inconnu             | Inconnu             | Soutien et participation                  | 1982-1984                                 |
| Inconnu          | Inconnu              | 7                     | Unione di u Populu Corsu                               | Edmond Simeoni           | Unione di u Populu Corsu                                                                        | Inconnu             |                     | Inconnu             | Inconnu             | Opposition                                | 1982-1984                                 |
| Inconnu          | Inconnu              | 6                     | Union régionale pour le progrès                        | José Rossi               | Parti radical Union pour la démocratie française                                                | Inconnu             |                     | Inconnu             | Inconnu             | Opposition                                | 1982-1984                                 |
| Inconnu          | Inconnu              | 4                     | Union et démocratie                                    | Nicolas Alfonsi          | Mouvement des radicaux de gauche                                                                | Inconnu             |                     | Inconnu             | Inconnu             | Soutien et participation                  | 1982-1984                                 |
| Inconnu          | Inconnu              | 3                     | Parti socialiste                                       | Ange Pantaloni           | Parti socialiste                                                                                | Inconnu             |                     | Inconnu             | Inconnu             | Soutien et participation                  | 1982-1984                                 |
| Inconnu          | Inconnu              | 2                     | Défense des intérêts de la Corse                       | Jean Colonna             | Aucun (droite)                                                                                  | Inconnu             |                     | Inconnu             | Inconnu             | Opposition                                | 1982-1984                                 |
| Inconnu          | Inconnu              | 1                     | Liste socialiste et démocratique                       | Charles Santoni          | Aucun (gauche)                                                                                  | Inconnu             |                     | Inconnu             | Inconnu             | Opposition                                | 1982-1984                                 |
| Inconnu          | Inconnu              | 1                     | Partitu Populare Corsu                                 | Dominique Alfonsi        | Partitu Populare Corsu                                                                          | Inconnu             |                     | Inconnu             | Inconnu             | Opposition                                | 1982-1984                                 |
| Inconnu          | Inconnu              | 1                     | Rassemblement démocratique pour l’avenir de la Corse   | Denis de Rocca Serra     | Aucun (droite)                                                                                  | Inconnu             |                     | Inconnu             | Inconnu             | Soutien et participation                  | 1982-1984                                 |
| Inconnu          | Inconnu              | 1                     | Renaissance corse                                      | Pierre-Philippe Ceccaldi | Aucun (droite)                                                                                  | Inconnu             |                     | Inconnu             | Inconnu             | Opposition                                | 1982-1984                                 |

### Deuxième (1984-1986)

#### Groupes de la deuxième assemblée de Corse
| Groupe politique                                           | Groupe politique     | Conseillers du groupe | Conseillers du groupe                       | Conseillers du groupe    | Conseillers du groupe                                                                           | Direction du groupe | Direction du groupe | Direction du groupe | Direction du groupe | Statut vis-à-vis du bureau de l’assemblée | Statut vis-à-vis du bureau de l’assemblée |
| Intitulé                                                   | Date de constitution | Nombre                | Élection de 1984                            | Élection de 1984         | Élection de 1984                                                                                | Président           | Parti               | Parti               | Mandat              | Positionnement                            | Période                                   |
| Intitulé                                                   | Date de constitution | Nombre                | Liste                                       | Tête de liste            | Soutien partisan                                                                                | Président           | Parti               | Parti               | Mandat              | Positionnement                            | Période                                   |
| ---------------------------------------------------------- | -------------------- | --------------------- | ------------------------------------------- | ------------------------ | ----------------------------------------------------------------------------------------------- | ------------------- | ------------------- | ------------------- | ------------------- | ----------------------------------------- | ----------------------------------------- |
| Opposition nationale                                       | Inconnu              | 19                    | Union de l’opposition                       | Jean-Paul de Rocca Serra | Comité central bonapartiste Rassemblement pour la République Union pour la démocratie française | Inconnu             |                     | Inconnu             | Inconnu             | Soutien et participation                  | 1984-1986                                 |
| Mouvement des radicaux de gauche                           | Inconnu              | 9                     | Mouvement des radicaux de gauche            | François Giacobbi        | Mouvement des radicaux de gauche                                                                | Inconnu             |                     | Inconnu             | Inconnu             | Opposition                                | 1984-1986                                 |
| Union socialiste et radicale                               | Inconnu              | 9                     | Union socialiste et radicale                | Nicolas Alfonsi          | Mouvement des radicaux de gauche Parti socialiste                                               | Inconnu             |                     | Inconnu             | Inconnu             | Opposition                                | 1984-1986                                 |
| Communiste                                                 | Inconnu              | 7                     | Parti communiste                            | Dominique Bucchini       | Parti communiste français                                                                       | Inconnu             |                     | Inconnu             | Inconnu             | Opposition                                | 1984-1986                                 |
| Front national                                             | Inconnu              | 6                     | Front national                              | Pascal Arrighi           | Front national                                                                                  | Inconnu             |                     | Inconnu             | Inconnu             | Soutien et participation                  | 1984-1986                                 |
| Union régionale d’action corse dans l’opposition nationale | Inconnu              | 5                     | Centre national des indépendants et paysans | Joseph Chiarelli         | Centre national des indépendants et paysans                                                     | Inconnu             |                     | Inconnu             | Inconnu             | Soutien et participation                  | 1984-1986                                 |
| Unita Naziunalista                                         | Inconnu              | 3                     | Mouvement corse pour l’autodétermination    | Pierre Poggioli          | Muvimentu Corsu per l’Autodeterminazione                                                        | Inconnu             |                     | Inconnu             | Inconnu             | Opposition                                | 1984-1986                                 |
| Unione di u Populu Corsu                                   | Inconnu              | 3                     | Unione di u Populu Corsu                    | Max Simeoni              | Unione di u Populu Corsu                                                                        | Inconnu             |                     | Inconnu             | Inconnu             | Opposition                                | 1984-1986                                 |

### Troisième (1986-1992)

#### Groupes de la troisième assemblée de Corse avant l’annulation partielle de 1987
| Groupe politique | Groupe politique     | Conseillers du groupe | Conseillers du groupe | Conseillers du groupe | Conseillers du groupe           | Conseillers du groupe            | Conseillers du groupe                                                                           | Direction du groupe | Direction du groupe | Direction du groupe | Direction du groupe | Statut vis-à-vis du bureau de l’assemblée | Statut vis-à-vis du bureau de l’assemblée |
| Intitulé         | Date de constitution | Nombre                | Nombre                | Nombre                | Élection de 1986                | Élection de 1986                 | Élection de 1986                                                                                | Président           | Parti               | Parti               | Mandat              | Positionnement                            | Période                                   |
| Intitulé         | Date de constitution | Total                 | Nord                  | Sud                   | Liste                           | Tête de liste                    | Soutien partisan                                                                                | Président           | Parti               | Parti               | Mandat              | Positionnement                            | Période                                   |
| ---------------- | -------------------- | --------------------- | --------------------- | --------------------- | ------------------------------- | -------------------------------- | ----------------------------------------------------------------------------------------------- | ------------------- | ------------------- | ------------------- | ------------------- | ----------------------------------------- | ----------------------------------------- |
| Inconnu          | Inconnu              | 30                    | —                     | 11                    | Inconnue                        | Jean-Paul de Rocca Serra         | Comité central bonapartiste Rassemblement pour la République Union pour la démocratie française | Inconnu             |                     | Inconnu             | Inconnu             | Soutien et participation                  | 1986-1987                                 |
| Inconnu          | Inconnu              | 30                    | 8                     | —                     | Inconnue                        | Jean-Charles Colonna             | Comité central bonapartiste Rassemblement pour la République                                    | Inconnu             |                     | Inconnu             | Inconnu             | Soutien et participation                  | 1986-1987                                 |
| Inconnu          | Inconnu              | 30                    | 4                     | —                     | Inconnue                        | Jean-Paul de Arrighi de Casanova | Union pour la démocratie française                                                              | Inconnu             |                     | Inconnu             | Inconnu             | Soutien et participation                  | 1986-1987                                 |
| Inconnu          | Inconnu              | 30                    | 3                     | —                     | Inconnue                        | Joseph Chiarelli                 | Centre national des indépendants et paysans                                                     | Inconnu             |                     | Inconnu             | Inconnu             | Soutien et participation                  | 1986-1987                                 |
| Inconnu          | Inconnu              | 30                    | —                     | 2                     | Inconnue                        | Pascal Arrighi                   | Front national                                                                                  | Inconnu             |                     | Inconnu             | Inconnu             | Soutien et participation                  | 1986-1987                                 |
| Inconnu          | Inconnu              | 30                    | —                     | 2                     | Inconnue                        | Jean-Charles Colonna             | Aucun (droite)                                                                                  | Inconnu             |                     | Inconnu             | Inconnu             | Soutien et participation                  | 1986-1987                                 |
| Inconnu          | Inconnu              | 12                    | 8                     | —                     | Inconnue                        | François Giacobbi                | Mouvement des radicaux de gauche                                                                | Inconnu             |                     | Inconnu             | Inconnu             | Participation                             | 1986-1987                                 |
| Inconnu          | Inconnu              | 12                    | —                     | 2                     | Inconnue                        | Jean Gaffory                     | Aucun (gauche)                                                                                  | Inconnu             |                     | Inconnu             | Inconnu             | Participation                             | 1986-1987                                 |
| Inconnu          | Inconnu              | 12                    | —                     | 2                     | Inconnue                        | Nicolas Alfonsi                  | Mouvement des radicaux de gauche Parti socialiste                                               | Inconnu             |                     | Inconnu             | Inconnu             | Participation                             | 1986-1987                                 |
| Inconnu          | Inconnu              | 8                     | —                     | 3                     | Inconnue                        | Nicolas Alfonsi                  | Mouvement des radicaux de gauche Parti socialiste                                               | Inconnu             |                     | Inconnu             | Inconnu             | Opposition                                | 1986-1987                                 |
| Inconnu          | Inconnu              | 8                     | 3                     | —                     | Inconnue                        | Jean Motroni                     | Parti socialiste                                                                                | Inconnu             |                     | Inconnu             | Inconnu             | Opposition                                | 1986-1987                                 |
| Inconnu          | Inconnu              | 8                     | —                     | 2                     | Union république et rénovatrice | Jean-Jacques Padovani            | Aucun (gauche)                                                                                  | Inconnu             |                     | Inconnu             | Inconnu             | Opposition                                | 1986-1987                                 |
| Inconnu          | Inconnu              | 5                     | —                     | 3                     | Inconnue                        | Albert Ferracci                  | Parti communiste français                                                                       | Inconnu             |                     | Inconnu             | Inconnu             | Opposition                                | 1986-1987                                 |
| Inconnu          | Inconnu              | 5                     | 2                     | —                     | Inconnue                        | Michel Stefani                   | Parti communiste français                                                                       | Inconnu             |                     | Inconnu             | Inconnu             | Opposition                                | 1986-1987                                 |
| Inconnu          | Inconnu              | 3                     | —                     | 3                     | Pour un avenir corse            | Pierre Poggioli                  | Muvimentu Corsu pa l’Autodeterminazione Unione di u Populu Corsu                                | Inconnu             |                     | Inconnu             | Inconnu             | Opposition                                | 1986-1987                                 |
| Inconnu          | Inconnu              | 3                     | 3                     | —                     | Pour un avenir corse            | Max Simeoni                      | Muvimentu Corsu pa l’Autodeterminazione Unione di u Populu Corsu                                | Inconnu             |                     | Inconnu             | Inconnu             | Opposition                                | 1986-1987                                 |

#### Groupes de la troisième assemblée de Corse après l’annulation partielle de 1987
Par une décision du 16 janvier 1987, le Conseil d’État annule le résultat des élections des conseillers à l’assemblée de Corse du 16 mars 1986 dans la section départementale de la Haute-Corse. Toutefois, les personnalités élues dans la section départementale de la Corse-du-Sud restent en fonction. Des élections partielles propres à la Haute-Corse se tiennent le 22 mars 1987,.
| Groupe politique | Groupe politique     | Conseillers du groupe | Conseillers du groupe | Conseillers du groupe | Conseillers du groupe        | Conseillers du groupe        | Conseillers du groupe                                                                                    | Direction du groupe | Direction du groupe | Direction du groupe | Direction du groupe | Statut vis-à-vis du bureau de l’assemblée | Statut vis-à-vis du bureau de l’assemblée |
| Intitulé         | Date de constitution | Nombre                | Nombre                | Nombre                | Élections de 1986 et de 1987 | Élections de 1986 et de 1987 | Élections de 1986 et de 1987                                                                             | Président           | Parti               | Parti               | Mandat              | Positionnement                            | Période                                   |
| Intitulé         | Date de constitution | Total                 | Nord                  | Sud                   | Liste                        | Tête de liste                | Soutien partisan                                                                                         | Président           | Parti               | Parti               | Mandat              | Positionnement                            | Période                                   |
| ---------------- | -------------------- | --------------------- | --------------------- | --------------------- | ---------------------------- | ---------------------------- | --- | ------------------- | ------------------- | ------------------- | ------------------- | ----------------------------------------- | ----------------------------------------- |
| Inconnu          | Inconnu              | 14                    | —                     | 11                    | Inconnue                     | Jean-Paul de Rocca Serra     | Comité central bonapartiste Rassemblement pour la République Union pour la démocratie française          | Inconnu             |                     | Inconnu             | Inconnu             | Soutien et participation                  | 1987-1992                                 |
| Inconnu          | Inconnu              | 14                    | —                     | 2                     | Inconnue                     | Jean-Charles Colonna         | Aucun (droite)                                                                                           | Inconnu             |                     | Inconnu             | Inconnu             | Soutien et participation                  | 1987-1992                                 |
| Inconnu          | Inconnu              | 14                    | —                     | 1                     | Inconnue                     | Pascal Arrighi               | Front national                                                                                           | Inconnu             |                     | Inconnu             | Inconnu             | Soutien et participation                  | 1987-1992                                 |
| Inconnu          | Inconnu              | 3                     | —                     | 1                     | Inconnue                     | Pascal Arrighi               | Front national                                                                                           | Inconnu             |                     | Inconnu             | Inconnu             | Soutien et participation                  | 1987-1992                                 |
| Inconnu          | Inconnu              | 3                     | 2                     | —                     | Inconnue                     | Jean-Baptiste Biaggi         | Front national                                                                                           | Inconnu             |                     | Inconnu             | Inconnu             | Soutien et participation                  | 1987-1992                                 |
| Inconnu          | Inconnu              | 10                    | 10                    | —                     | Inconnue                     | Jean-Charles Colonna         | Centre national des indépendants et paysans Comité central bonapartiste Rassemblement pour la République | Inconnu             |                     | Inconnu             | Inconnu             | Soutien et participation                  | 1987-1992                                 |
| Inconnu          | Inconnu              | 9                     | 8                     | —                     | Inconnue                     | Paul Giacobbi                | Mouvement des radicaux de gauche                                                                         | Inconnu             |                     | Inconnu             | Inconnu             | Opposition                                | 1987-1992                                 |
| Inconnu          | Inconnu              | 9                     | —                     | 1                     | Inconnue                     | Jean Gaffory                 | Aucun (gauche)                                                                                           | Inconnu             |                     | Inconnu             | Inconnu             | Opposition                                | 1987-1992                                 |
| Inconnu          | Inconnu              | 3                     | —                     | 1                     | Inconnue                     | Jean Gaffory                 | Aucun (gauche)                                                                                           | Inconnu             |                     | Inconnu             | Inconnu             | Opposition                                | 1987-1992                                 |
| Inconnu          | Inconnu              | 3                     | —                     | 2                     | Inconnue                     | Nicolas Alfonsi              | Mouvement des radicaux de gauche Parti socialiste                                                        | Inconnu             |                     | Inconnu             | Inconnu             | Opposition                                | 1987-1992                                 |
| Inconnu          | Inconnu              | 6                     | —                     | 3                     | Inconnue                     | Nicolas Alfonsi              | Mouvement des radicaux de gauche Parti socialiste                                                        | Inconnu             |                     | Inconnu             | Inconnu             | Opposition                                | 1987-1992                                 |
| Inconnu          | Inconnu              | 6                     | 3                     | —                     | Inconnue                     | Jean Motroni                 | Parti socialiste                                                                                         | Inconnu             |                     | Inconnu             | Inconnu             | Opposition                                | 1987-1992                                 |
| Inconnu          | Inconnu              | 6                     | —                     | 3                     | Inconnue                     | Albert Ferracci              | Parti communiste français                                                                                | Inconnu             |                     | Inconnu             | Inconnu             | Opposition                                | 1987-1992                                 |
| Inconnu          | Inconnu              | 6                     | 3                     | —                     | Inconnue                     | Michel Stefani               | Parti communiste français                                                                                | Inconnu             |                     | Inconnu             | Inconnu             | Opposition                                | 1987-1992                                 |
| Inconnu          | Inconnu              | 4                     | 4                     | —                     | Inconnue                     | Jean Baggioni                | Union pour la démocratie française                                                                       | Inconnu             |                     | Inconnu             | Inconnu             | Soutien et participation                  | 1987-1992                                 |
| Inconnu          | Inconnu              | 3                     | —                     | 3                     | Pour un avenir corse         | Pierre Poggioli              | Muvimentu Corsu pa l’Autodeterminazione Unione di u Populu Corsu                                         | Inconnu             |                     | Inconnu             | Inconnu             | Opposition                                | 1987-1992                                 |
| Inconnu          | Inconnu              | 3                     | 3                     | —                     | Inconnue                     | Max Simeoni                  | A Cuncolta Naziunalista Unione di u Populu Corsu                                                         | Inconnu             |                     | Inconnu             | Inconnu             | Opposition                                | 1987-1992                                 |

### Quatrième (1992-1998)

#### Groupes de la quatrième assemblée de Corse
| Groupe politique | Groupe politique     | Conseillers du groupe | Conseillers du groupe              | Conseillers du groupe                                   | Conseillers du groupe                                                                              | Direction du groupe | Direction du groupe | Direction du groupe | Direction du groupe | Statut vis-à-vis du conseil exécutif | Statut vis-à-vis du conseil exécutif |
| Intitulé         | Date de constitution | Nombre                | Élection de 1992                   | Élection de 1992                                        | Élection de 1992                                                                                   | Président           | Parti               | Parti               | Mandat              | Positionnement                       | Période                              |
| Intitulé         | Date de constitution | Nombre                | Liste                              | Tête de liste                                           | Soutien partisan                                                                                   | Président           | Parti               | Parti               | Mandat              | Positionnement                       | Période                              |
| ---------------- | -------------------- | --------------------- | ---------------------------------- | ------------------------------------------------------- | -------------------------------------------------------------------------------------------------- | ------------------- | ------------------- | ------------------- | ------------------- | ------------------------------------ | ------------------------------------ |
| Inconnu          | Avril 1992           | 16                    | Union républicaine                 | Jean-Paul de Rocca Serra                                | Comité central bonapartiste Rassemblement pour la République                                       | Inconnu             |                     | Inconnu             | Inconnu             | Soutien et participation             | 1992-1998                            |
| Inconnu          | Avril 1992           | 9                     | Corsica Nazione                    | Edmond Simeoni                                          | Accolta Naziunale Corsa A Cuncolta Naziunalista Per u Paese Unione di u Populu Corsu I Verdi Corsi | Inconnu             |                     | Inconnu             | Inconnu             | Opposition                           | 1992-1998                            |
| Inconnu          | Avril 1992           | 8                     | Agir ensemble                      | José Rossi Henri Antona et Félix Luciani (premier tour) | Union pour la démocratie française                                                                 | Inconnu             |                     | Inconnu             | Inconnu             | Opposition                           | 1992-1998                            |
| Inconnu          | Avril 1992           | 5                     | Rassemblement républicain          | Nicolas Alfonsi                                         | Mouvement des radicaux de gauche                                                                   | Inconnu             |                     | Inconnu             | Inconnu             | Soutien et participation             | 1992-1998                            |
| Inconnu          | Avril 1992           | 4                     | Communistes et autres démocrates   | Dominique Bucchini                                      | Parti communiste français                                                                          | Inconnu             |                     | Inconnu             | Inconnu             | Opposition                           | 1992-1998                            |
| Inconnu          | Avril 1992           | 4                     | Mouvement pour l’autodétermination | Guy Orsoni                                              | Muvimentu per l’Autodeterminazione                                                                 | Inconnu             |                     | Inconnu             | Inconnu             | Opposition                           | 1992-1998                            |
| Inconnu          | Avril 1992           | 3                     | Rassemblement libéral              | Paul Natali                                             | Aucun (droite)                                                                                     | Inconnu             |                     | Inconnu             | Inconnu             | Opposition                           | 1992-1998                            |
| Inconnu          | Avril 1992           | 2                     | Corse nouvelle                     | Pierre-Philippe Ceccaldi                                | Aucun (droite)                                                                                     | Inconnu             |                     | Inconnu             | Inconnu             | Opposition                           | 1992-1998                            |

### Cinquième (1998-1999)

#### Groupes de la cinquième assemblée de Corse
| Groupe politique | Groupe politique     | Conseillers du groupe | Conseillers du groupe   | Conseillers du groupe                                  | Conseillers du groupe                                                                           | Direction du groupe | Direction du groupe | Direction du groupe | Direction du groupe | Statut vis-à-vis du conseil exécutif | Statut vis-à-vis du conseil exécutif |
| Intitulé         | Date de constitution | Nombre                | Élection de 1998        | Élection de 1998                                       | Élection de 1998                                                                                | Président           | Parti               | Parti               | Mandat              | Positionnement                       | Période                              |
| Intitulé         | Date de constitution | Nombre                | Liste                   | Tête de liste                                          | Soutien partisan                                                                                | Président           | Parti               | Parti               | Mandat              | Positionnement                       | Période                              |
| ---------------- | -------------------- | --------------------- | ----------------------- | ------------------------------------------------------ | ----------------------------------------------------------------------------------------------- | ------------------- | ------------------- | ------------------- | ------------------- | ------------------------------------ | ------------------------------------ |
| Inconnu          | Avril 1998           | 21                    | Rassemblement RPR-UDF   | Jean Baggioni José Rossi et Paul Natali (premier tour) | Comité central bonapartiste Rassemblement pour la République Union pour la démocratie française | Inconnu             |                     | Inconnu             | Inconnu             | Soutien et participation             | 1998-1999                            |
| Inconnu          | Avril 1998           | 16                    | Gauche plurielle        | Émile Zuccarelli                                       | Parti communiste français Parti radical de gauche Parti socialiste                              | Inconnu             |                     | Inconnu             | Inconnu             | Opposition                           | 1998-1999                            |
| Inconnu          | Avril 1998           | 5                     | Corse nouvelle          | Pierre-Philippe Ceccaldi                               | Aucun (droite)                                                                                  | Inconnu             |                     | Inconnu             | Inconnu             | Soutien et participation             | 1998-1999                            |
| Inconnu          | Avril 1998           | 5                     | Corsica Nazione         | Jean-Guy Talamoni                                      | Accolta Naziunale Corsa A Cuncolta Naziunalista Unione di u Populu Corsu I Verdi Corsi          | Inconnu             |                     | Inconnu             | Inconnu             | Opposition                           | 1998-1999                            |
| Inconnu          | Avril 1998           | 4                     | Mouvement pour la Corse | Toussaint Luciani                                      | Aucun (indépendants)                                                                            | Inconnu             |                     | Inconnu             | Inconnu             | Opposition                           | 1998-1999                            |

### Sixième (1999-2004)

#### Groupes de la sixième assemblée de Corse
| Groupe politique | Groupe politique     | Conseillers du groupe | Conseillers du groupe      | Conseillers du groupe    | Conseillers du groupe                                                            | Direction du groupe | Direction du groupe | Direction du groupe | Direction du groupe | Statut vis-à-vis du conseil exécutif | Statut vis-à-vis du conseil exécutif |
| Intitulé         | Date de constitution | Nombre                | Élection de 1999           | Élection de 1999         | Élection de 1999                                                                 | Président           | Parti               | Parti               | Mandat              | Positionnement                       | Période                              |
| Intitulé         | Date de constitution | Nombre                | Liste                      | Tête de liste            | Soutien partisan                                                                 | Président           | Parti               | Parti               | Mandat              | Positionnement                       | Période                              |
| ---------------- | -------------------- | --------------------- | -------------------------- | ------------------------ | -------------------------------------------------------------------------------- | ------------------- | ------------------- | ------------------- | ------------------- | ------------------------------------ | ------------------------------------ |
| Le Rassemblement | Avril 1999           | 17                    | Une majorité pour la Corse | Jean Baggioni            | Comité central bonapartiste Démocratie libérale Rassemblement pour la République | Inconnu             |                     | Inconnu             | Inconnu             | Soutien et participation             | 1999-2004                            |
| Inconnu          | Avril 1999           | 11                    | Gauche plurielle           | Émile Zuccarelli         | Parti communiste français Parti radical de gauche Parti socialiste               | Inconnu             |                     | Inconnu             | Inconnu             | Opposition                           | 1999-2004                            |
| Inconnu          | Avril 1999           | 8                     | Corsica Nazione            | Jean-Guy Talamoni        | Accolta Naziunale Corsa Unione di u Populu Corsu I Verdi Corsi                   | Inconnu             |                     | Inconnu             | Inconnu             | Opposition                           | 1999-2004                            |
| Inconnu          | Avril 1999           | 5                     | Corse social-démocrate     | Simon Renucci            | Aucun (gauche)                                                                   | Inconnu             |                     | Inconnu             | Inconnu             | Opposition                           | 1999-2004                            |
| Inconnu          | Avril 1999           | 4                     | Corse nouvelle             | Pierre-Philippe Ceccaldi | Aucun (droite)                                                                   | Inconnu             |                     | Inconnu             | Inconnu             | Opposition                           | 1999-2004                            |
| Inconnu          | Avril 1999           | 3                     | Un autre avenir            | Jean-Louis Albertini     | Aucun (droite)                                                                   | Inconnu             |                     | Inconnu             | Inconnu             | Opposition                           | 1999-2004                            |
| Inconnu          | Avril 1999           | 3                     | Mouvement pour la Corse    | Toussaint Luciani        | Aucun (indépendants)                                                             | Inconnu             |                     | Inconnu             | Inconnu             | Opposition                           | 1999-2004                            |

### Septième (2004-2010)

#### Groupes de la septième assemblée de Corse
| Groupe politique                   | Groupe politique     | Conseillers du groupe | Conseillers du groupe                        | Conseillers du groupe                                 | Conseillers du groupe                                                                     | Direction du groupe      | Direction du groupe | Direction du groupe | Direction du groupe | Statut vis-à-vis du conseil exécutif | Statut vis-à-vis du conseil exécutif |
| Intitulé                           | Date de constitution | Nombre                | Élection de 2004                             | Élection de 2004                                      | Élection de 2004                                                                          | Président                | Parti               | Parti               | Mandat              | Positionnement                       | Période                              |
| Intitulé                           | Date de constitution | Nombre                | Liste                                        | Tête de liste                                         | Soutien partisan                                                                          | Président                | Parti               | Parti               | Mandat              | Positionnement                       | Période                              |
| ---------------------------------- | -------------------- | --------------------- | -------------------------------------------- | ----------------------------------------------------- | ----------------------------------------------------------------------------------------- | ------------------------ | ------------------- | ------------------- | ------------------- | ------------------------------------ | ------------------------------------ |
| Rassembler pour la Corse           | Avril 2004           | 16                    | Rassembler la Corse                          | Camille de Rocca Serra                                | Comité central bonapartiste Union pour un mouvement populaire                             | Jean-Martin Mondoloni    |                     | Aucun               | Inconnu             | Soutien et participation             | 2004-2010                            |
| La Corse dans la République        | Avril 2004           | 9                     | Pour la Corse dans la République             | Émile Zuccarelli                                      | Parti radical de gauche Parti socialiste                                                  | François Dominici        |                     | PRG                 | Inconnu             | Opposition                           | 2004-2010                            |
| Unione Naziunale                   | Avril 2004           | 8                     | Unione Naziunale                             | Edmond Simeoni                                        | A Chjama Naziunale Corsica Nazione A Manca Naziunale Partitu di a Nazione Corsa U Rinnovu | Jean-Guy Talamoni        |                     | CN                  | Inconnu             | Opposition                           | 2004-2010                            |
| Corse active                       | Avril 2004           | 2                     | La Corse en marche                           | Paul Giacobbi Pierre-Philippe Ceccaldi (premier tour) | Aucun (droite et gauche)                                                                  | Jean-Claude Guazzelli    |                     | Aucun               | Inconnu             | Opposition                           | 2004-2010                            |
| Corse nouvelle                     | Avril 2004           | 2                     | La Corse en marche                           | Paul Giacobbi Pierre-Philippe Ceccaldi (premier tour) | Aucun (droite et gauche)                                                                  | Pierre-Philippe Ceccaldi |                     | Aucun               | Inconnu             | Opposition                           | 2004-2010                            |
| Pour une Corse de progrès          | Avril 2004           | 2                     | La Corse en marche                           | Paul Giacobbi Pierre-Philippe Ceccaldi (premier tour) | Aucun (droite et gauche)                                                                  | Antoine Ottavi           |                     | Aucun               | Inconnu             | Opposition                           | 2004-2010                            |
| Union territoriale                 | Avril 2004           | 4                     | L’union territoriale                         | José Rossi Anne-Marie Natali (premier tour)           | Aucun (droite)                                                                            | Robert Feliciaggi        |                     | Aucun               | Inconnu             | Soutien et participation             | 2004-2010                            |
| Corse social-démocrate             | Avril 2004           | 4                     | Ensemble, changeons d’époque                 | Simon Renucci                                         | Corse social-démocrate                                                                    | Pierre Chaubon           |                     | Aucun               | Inconnu             | Opposition                           | 2004-2010                            |
| Communiste, républicain et citoyen | Avril 2004           | 4                     | La gauche populaire pour une Corse citoyenne | Dominique Bucchini                                    | Parti communiste français                                                                 | Dominique Bucchini       |                     | PCF                 | Inconnu             | Opposition                           | 2004-2010                            |

### Huitième (2010-2015)

#### Groupes de la huitième assemblée de Corse
| Groupe politique                                | Groupe politique     | Conseillers du groupe | Conseillers du groupe    | Conseillers du groupe                                                              | Conseillers du groupe                                                                                     | Direction du groupe      | Direction du groupe | Direction du groupe | Direction du groupe | Statut vis-à-vis du conseil exécutif | Statut vis-à-vis du conseil exécutif |
| Intitulé                                        | Date de constitution | Nombre                | Élection de 2010         | Élection de 2010                                                                   | Élection de 2010                                                                                          | Président                | Parti               | Parti               | Mandat              | Positionnement                       | Période                              |
| Intitulé                                        | Date de constitution | Nombre                | Liste                    | Tête de liste                                                                      | Soutien partisan                                                                                          | Président                | Parti               | Parti               | Mandat              | Positionnement                       | Période                              |
| ----------------------------------------------- | -------------------- | --------------------- | ------------------------ | ---------------------------------------------------------------------------------- | --- | ------------------------ | ------------------- | ------------------- | ------------------- | ------------------------------------ | ------------------------------------ |
| Démocrates, socialistes et radicaux             | Avril 2010           | 8                     | L’Alternance             | Paul Giacobbi Dominique Bucchini, Simon Renucci et Émile Zuccarelli (premier tour) | Corse social-démocrate Parti communiste français Parti de gauche Parti radical de gauche Parti socialiste | Jean-Charles Orsucci     |                     | Aucun               | Inconnu             | Soutien et participation             | 2010-2015                            |
| Élus communistes et citoyens du Front de gauche | Avril 2010           | 6                     | L’Alternance             | Paul Giacobbi Dominique Bucchini, Simon Renucci et Émile Zuccarelli (premier tour) | Corse social-démocrate Parti communiste français Parti de gauche Parti radical de gauche Parti socialiste | Étienne Bastelica        |                     | PCF                 | Inconnu             | Soutien et participation             | 2010-2015                            |
| Gauche républicaine                             | Avril 2010           | 3                     | L’Alternance             | Paul Giacobbi Dominique Bucchini, Simon Renucci et Émile Zuccarelli (premier tour) | Corse social-démocrate Parti communiste français Parti de gauche Parti radical de gauche Parti socialiste | François Tatti           |                     | Aucun               | Jusqu’en 2013       | Soutien et participation             | 2010-2015                            |
| Corse social-démocrate                          | Avril 2010           | 3                     | L’Alternance             | Paul Giacobbi Dominique Bucchini, Simon Renucci et Émile Zuccarelli (premier tour) | Corse social-démocrate Parti communiste français Parti de gauche Parti radical de gauche Parti socialiste | Jean-Baptiste Luccioni   |                     | CSD                 | Jusqu’en 2014       | Soutien et participation             | 2010-2015                            |
| Rassembler pour la Corse                        | Avril 2010           | 12                    | Rassembler pour la Corse | Camille de Rocca Serra                                                             | Comité central bonapartiste Union pour un mouvement populaire                                             | Camille de Rocca Serra   |                     | UMP                 | Inconnu             | Opposition                           | 2010-2015                            |
| Femu a Corsica                                  | Avril 2010           | 11                    | Femu a Corsica           | Gilles Simeoni                                                                     | A Chjama Naziunale Inseme per a Corsica Partitu di a Nazione Corsa                                        | Jean-Christophe Angelini |                     | PNC                 | Inconnu             | Opposition                           | 2010-2015                            |
| Corsica Libera                                  | Avril 2010           | 3                     | Corsica Libera           | Jean-Guy Talamoni                                                                  | Corsica Libera                                                                                            | Jean-Guy Talamoni        |                     | CN                  | Inconnu             | Opposition                           | 2010-2015                            |
|                                                 |                      |                       |                          |                                                                                    | |                          |                     |                     |                     |                                      |                                      |
| Non-inscrits                                    | —                    | 5                     |                          |                                                                                    | |                          |                     |                     |                     |                                      |                                      |

### Neuvième (2015-2017)

#### Groupes de la neuvième assemblée de Corse
| Groupe politique                                | Groupe politique     | Conseillers du groupe | Conseillers du groupe                   | Conseillers du groupe                            | Conseillers du groupe                                                             | Direction du groupe | Direction du groupe | Direction du groupe | Direction du groupe | Statut vis-à-vis du conseil exécutif | Statut vis-à-vis du conseil exécutif |
| Intitulé                                        | Date de constitution | Nombre                | Élection de 2015                        | Élection de 2015                                 | Élection de 2015                                                                  | Président           | Parti               | Parti               | Mandat              | Positionnement                       | Période                              |
| Intitulé                                        | Date de constitution | Nombre                | Liste                                   | Tête de liste                                    | Soutien partisan                                                                  | Président           | Parti               | Parti               | Mandat              | Positionnement                       | Période                              |
| ----------------------------------------------- | -------------------- | --------------------- | --------------------------------------- | ------------------------------------------------ | --------------------------------------------------------------------------------- | ------------------- | ------------------- | ------------------- | ------------------- | ------------------------------------ | ------------------------------------ |
| Femu a Corsica                                  | Janvier 2016         | 16                    | Pè a Corsica                            | Gilles Simeoni                                   | Corsica Libera Femu a Corsica                                                     | Jean Biancucci      |                     | FAC                 | Inconnu             | Soutien et participation             | 2015-2017                            |
| Corsica Libera                                  | Janvier 2016         | 8                     | Pè a Corsica                            | Gilles Simeoni                                   | Corsica Libera Femu a Corsica                                                     | Petr’Antone Tomasi  |                     | CL                  | Inconnu             | Soutien et participation             | 2015-2017                            |
| Le Rassemblement                                | Janvier 2016         | 11                    | Le Rassemblement                        | José Rossi Camille de Rocca Serra (premier tour) | Comité central bonapartiste Les Républicains Union des démocrates et indépendants | José Rossi          |                     | LR                  | Inconnu             | Opposition                           | 2015-2017                            |
| Prima a Corsica                                 | Janvier 2016         | 7                     | Prima a Corsica                         | Paul Giacobbi Dominique Bucchini (premier tour)  | Parti communiste français Parti de gauche Parti radical de gauche                 | Paul Giacobbi       |                     | Aucun               | Inconnu             | Opposition                           | 2015-2017                            |
| Élus communistes et citoyens du Front de gauche | Janvier 2016         | 3                     | Prima a Corsica                         | Paul Giacobbi Dominique Bucchini (premier tour)  | Parti communiste français Parti de gauche Parti radical de gauche                 | Dominique Bucchini  |                     | PCF                 | Inconnu             | Opposition                           | 2015-2017                            |
| Front national                                  | Janvier 2016         | 3                     | Front national corse avec Marine Le Pen | Christophe Canioni                               | Front national                                                                    | René Cordoliani     |                     | FN                  | Inconnu             | Opposition                           | 2015-2017                            |
|                                                 |                      |                       |                                         |                                                  |                                                                                   |                     |                     |                     |                     |                                      |                                      |
| Non-inscrits                                    | —                    | 3                     |                                         |                                                  |                                                                                   |                     |                     |                     |                     |                                      |                                      |

### Dixième (2018-2021)

#### Groupes de la dixième assemblée de Corse
| Groupe politique                                       | Groupe politique     | Conseillers du groupe | Conseillers du groupe                      | Conseillers du groupe | Conseillers du groupe                        | Direction du groupe   | Direction du groupe | Direction du groupe | Direction du groupe                 | Statut vis-à-vis du conseil exécutif | Statut vis-à-vis du conseil exécutif |
| Intitulé                                               | Date de constitution | Nombre                | Élection de 2017                           | Élection de 2017      | Élection de 2017                             | Président             | Parti               | Parti               | Mandat                              | Positionnement                       | Période                              |
| Intitulé                                               | Date de constitution | Nombre                | Liste                                      | Tête de liste         | Soutien partisan                             | Président             | Parti               | Parti               | Mandat                              | Positionnement                       | Période                              |
| ------------------------------------------------------ | -------------------- | --------------------- | ------------------------------------------ | --------------------- | -------------------------------------------- | --------------------- | ------------------- | ------------------- | ----------------------------------- | ------------------------------------ | ------------------------------------ |
| Femu a Corsica                                         | 16 janvier 2018      | 17                    | Un paese da fà                             | Gilles Simeoni        | Corsica Libera Femu a Corsica                | Hyacinthe Vanni       |                     | FAC                 | 16 janvier 2018 — 1er juillet 2021  | Soutien et participation             | 2018-2021                            |
| Corsica Libera                                         | 16 janvier 2018      | 12                    | Un paese da fà                             | Gilles Simeoni        | Corsica Libera Femu a Corsica                | Petr’Antone Tomasi    |                     | CL                  | 16 janvier 2018 — 1er juillet 2021  | Soutien et participation             | 2018-2021                            |
| Partitu di a Nazione Corsa                             | 29 novembre 2018     | 10                    | Un paese da fà                             | Gilles Simeoni        | Corsica Libera Femu a Corsica                | Pierre Poli           |                     | PNC                 | 29 novembre 2018 — 1er juillet 2021 | Soutien et participation             | 2018-2021                            |
| Per l’Avvene                                           | 16 janvier 2018      | 9                     | La voie de l’avenir : a strada di l’avvene | Jean-Martin Mondoloni | Aucun (droite)                               | Jean-Martin Mondoloni |                     | Aucun,              | 16 janvier 2018 — 1er juillet 2021  | Opposition                           | 2018-2021                            |
| Andà per Dumane                                        | 16 janvier 2018      | 5                     | Andà per dumane                            | Jean-Charles Orsucci  | La République en marche                      | Jean-Charles Orsucci  |                     | LREM                | 16 janvier 2018 — 1er juillet 2021  | Opposition                           | 2018-2021                            |
| La Corse dans la République A Corsica indè a Republica | 16 janvier 2018      | 5                     | Voir plus grand pour elle                  | Valérie Bozzi         | Comité central bonapartiste Les Républicains | Valérie Bozzi         |                     | LR                  | 16 janvier 2018 — 1er juillet 2021  | Opposition                           | 2018-2021                            |

### Onzième (depuis 2021)

#### Groupes de la onzième assemblée de Corse
| Groupe politique                                | Groupe politique     | Conseillers du groupe | Conseillers du groupe | Conseillers du groupe                                     | Conseillers du groupe                                                                                   | Conseillers du groupe    | Direction du groupe | Direction du groupe | Direction du groupe                   | Statut vis-à-vis du conseil exécutif | Statut vis-à-vis du conseil exécutif |
| Intitulé                                        | Date de constitution | Nombre                | Élection de 2021      | Élection de 2021                                          | Élection de 2021                                                                                        | Président                | Parti               | Parti               | Mandat                                | Positionnement                       | Période                              |
| Intitulé                                        | Date de constitution | Nombre                | Liste                 | Tête de liste                                             | Soutien partisan                                                                                        | Président                | Parti               | Parti               | Mandat                                | Positionnement                       | Période                              |
| ----------------------------------------------- | -------------------- | --------------------- | --------------------- | --------------------------------------------------------- | --- | ------------------------ | ------------------- | ------------------- | ------------------------------------- | ------------------------------------ | ------------------------------------ |
| Fà Populu Inseme                                | 22 juillet 2021      | 32                    | Fà populu inseme      | Gilles Simeoni                                            | Femu a Corsica                                                                                          | Jean Biancucci           |                     | FAC                 | En fonction depuis le 22 juillet 2021 | Soutien et participation             | Depuis 2021                          |
| Un Soffiu Novu Un nouveau souffle pour la Corse | 22 juillet 2021      | 16                    | Un soffiu novu        | Laurent Marcangeli                                        | Ajaccio, le mouvement Comité central bonapartiste Les Républicains Union des démocrates et indépendants | Laurent Marcangeli       |                     | A                   | 22 juillet 2021 — 18 juillet 2022     | Opposition                           | Depuis 2021                          |
| Un Soffiu Novu Un nouveau souffle pour la Corse | 22 juillet 2021      | 16                    | Un soffiu novu        | Laurent Marcangeli                                        | Ajaccio, le mouvement Comité central bonapartiste Les Républicains Union des démocrates et indépendants | Valérie Bozzi            |                     | Aucun,              | En fonction depuis l’été 2022         | Opposition                           | Depuis 2021                          |
| Un Soffiu Novu Un nouveau souffle pour la Corse | 22 juillet 2021      | 16                    | Un soffiu novu        | Laurent Marcangeli                                        | Ajaccio, le mouvement Comité central bonapartiste Les Républicains Union des démocrates et indépendants | Jean-Martin Mondoloni    |                     | Aucun,              | En fonction depuis l’été 2022         | Opposition                           | Depuis 2021                          |
| Avanzemu                                        | 22 juillet 2021      | 7                     | Avanzemu pè a Corsica | Jean-Christophe Angelini Jean-Guy Talamoni (premier tour) | Corsica Libera Partitu di a Nazione Corsa                                                               | Jean-Christophe Angelini |                     | PNC                 | En fonction depuis le 22 juillet 2021 | Opposition                           | Depuis 2021                          |
| Core in Fronte                                  | 22 juillet 2021      | 6                     | Core in Fronte        | Paul-Félix Benedetti                                      | Core in Fronte                                                                                          | Paul-Félix Benedetti     |                     | CIF                 | En fonction depuis le 22 juillet 2021 | Opposition                           | Depuis 2021                          |
|                                                 |                      |                       |                       |                                                           | |                          |                     |                     |                                       |                                      |                                      |
| Non-inscrits                                    | —                    | 2                     |                       |                                                           | |                          |                     |                     |                                       |                                      |                                      |